# ホンリン・ハティンFC
ホンリン・ハティンFC（英語:  Hong Linh Ha Tinh FC、ベトナム語: Câu lạc bộ bóng đá Hồng Lĩnh Hà Tĩnh、略称：HLHT FC）は、ベトナム・ハティン省にホームを置くサッカークラブである。

## 歴史
2015年にハノイT&T FCのBチームであるハノイT&T B FCとして設立され、4部のベトナム・ナショナル・フットボール・サード・リーグ（Vリーグ4）から参戦。翌年のベトナム・ナショナル・フットボール・セカンド・リーグ（Vリーグ3）への昇格を決める。2017年にトップチームに合わせてハノイB FCに改称する。同年のVリーグ3で2位となってVリーグ2に昇格。昇格1年目の2018年は2位となったがVリーグ1で13位に終わったナムディンFCとのプレーオフ戦で敗れる。
2019年1月12日、クラブの所有者が変わり、本拠地をハティン省に移転してクラブ名をホンリン・ハティンFCと改称する。移転最初の年にVリーグ2優勝を果たし、来季のVリーグ1昇格を決めた。

## 獲得タイトル
- ベトナム国内U-21選手権:
  - 優勝 (1): 2016

- ベトナム国内U-19選手権:
  - 優勝 (2): 2016, 2017

- Vリーグ2:
  - 優勝 (1): 2019

## 歴代監督
- Phạm Minh Đức 2016-